# Aspidistra insularis
Aspidistra insularis är en sparrisväxtart som beskrevs av Tillich. Aspidistra insularis ingår i släktet Aspidistra och familjen sparrisväxter. Inga underarter finns listade i Catalogue of Life.